# 梶川善寛
梶川 善寛（かじかわ よしひろ、1978年4月17日 - ）は九州地方で活動する元ローカルタレント。佐伯市議会議員（1期）。 大分県佐伯市出身。血液型O型。
大分県立佐伯鶴城高等学校、熊本大学工学部物質生命化学科を経て、KBCテレビの情報番組『アサデス。九州・山口』の企画「アサデス農園」でデビュー。以降2006年3月まで同番組のレギュラーレポーターとして活躍した後、大分朝日放送『れじゃぐるテレビ』でレポーターを務めた。2014年4月4日より2021年2月26日まで大分朝日放送『JOKER DX』にてメインパーソナリティを務めた。
2021年4月4日告示の佐伯市議会議員選挙において無所属で立候補し、同年11日の投開票の結果、得票数1位の3,991票で初当選。この得票数は佐伯市議会議員選挙開始以来、最高である。
2025年4月6日告示、13日投開票の佐伯市議会議員選挙において無所属で立候補し、2,997票を獲得してトップ当選、2期目の当選を果たした。市議選では2回連続で最多得票を記録している。

## 過去の出演番組
- れじゃぐる（大分朝日放送）
- れじゃぐる2（大分朝日放送）
- れじゃぐるテレビ（大分朝日放送）
- アサデス。九州・山口（ANN九州・山口ブロックネット、2006年3月まで）
- JOKER DX（大分朝日放送、2021年2月26日まで）
- さいきっち1030（ケーブルテレビ佐伯）